# Román Starovoit
Román Vladímirovich Starovoit (Kursk, 20 de enero de 1972-Odintsovo, 7 de julio de 2025) fue un político ruso que se desempeñó como ministro de Transporte desde mayo de 2024 hasta julio de 2025. Anteriormente fue gobernador de la óblast de Kursk de 2019 al 2024, así como viceministro de Transporte y jefe de la Agencia Federal de Carreteras de ese ministerio. Fue miembro del partido Rusia Unida.
Fue destituido de su cargo de ministro de Transporte el 7 de julio de 2025. Unas horas más tarde fue encontrado muerto por un disparo autoinfligido en su coche.

## Biografía
Nació el 20 de enero de 1972 en la ciudad de Kursk. Su padre, Vladímir Aleksándrovich Starovoit, trabajaba en la central nuclear de Kursk. En 1974, su padre fue trasladado a la central nuclear de Leningrado, en la ciudad de Sosnovy Bor, óblast de Leningrado, donde pasó su infancia.
En 1995 fue director ejecutivo de la Agencia Regional de Inversiones JSC. Entre 1995 y 2001, fue director general de la empresa de gestión de activos NPF Promyshlenny. Entre 2002 y 2005, fue propietario y director ejecutivo de la constructora Stroyinvest.
Entre 2005-2007 ocupó el cargo de jefe del Departamento de Relaciones con inversores del comité de inversiones y proyectos estratégicos del gobierno de San Petersburgo. Entre 2007 y 2010, fue primer vicepresidente del comité de inversiones y proyectos estratégicos del gobierno de San Petersburgo. De 2010 a 2012 fue subdirector del Departamento de Industria e Infraestructura de la Oficina del Gobierno de la Federación de Rusia.
Desde el 22 de noviembre de 2012 fue director de la Agencia Federal de Carreteras (Rosavtodor) y desde el 1 de octubre de 2018 ocupó el puesto de viceministro de Transportes de la Federación de Rusia. El 11 de octubre de 2018, tras la dimisión de Aleksandr Mijáilov, fue nombrado gobernador interino del Óblast de Kursk. 
Se postuló para gobernador del Óblast de Kursk, en las elecciones regionales de 2019. El 8 de septiembre de 2019, ganó con un resultado del 81,07% en la primera vuelta. Su mandato finalizó en 2024.
En mayo de 2024, fue nombrado como ministro de Transporte de Rusia por el presidente Vladímir Putin.

## Suicidio
El 7 de julio de 2025, fue destituido por el presidente ruso Vladímir Putin. Pocas horas después de su dimisión, fue encontrado con una herida de bala en su coche en el parque Malévich, en la localidad de Odintsovo, a las afueras de Moscú. Según los medios de comunicación rusos, podría haberse suicidado debido a la amenaza de que se abriera un caso penal por fraude a gran escala en su contra después de que Alexéi Smirnov, su sucesor como gobernador de la óblast de Kursk, quien fue despedido en diciembre de 2024 y arrestado en abril de 2025, supuestamente testificara en su contra. Se informó que Starovoit se disparó con una pistola de premio que le había otorgado el Ministerio del Interior.
El mismo día, uno de sus subordinados, Andrey Korneichuk, también fue encontrado muerto. El gobierno declaró que su causa de muerte se debió a una "insuficiencia cardíaca aguda". 
El 10 de julio se celebró en Moscú un servicio conmemorativo de Starovoit al que asistieron varios ministros del gobierno. La oficina del presidente Putin (quien no asistió a la ceremonia) envió una corona de flores. Fue enterrado en el cementerio Smolensky de San Petersburgo el 11 de julio. En su funeral fue descrito como "muy activo, alegre y amaba mucho la vida", y los asistentes expresaron su consternación con la teoría de que se suicidó.

## Vida personal
Starovoit se casó con una mujer de Kursk, 28 años menor que él. Después de su muerte, debido a la investigación de corrupción, se vio obligada durante un tiempo a vivir en un hotel mientras los inquisidores tenían el control de sus bienes.